# Beaurieux (Aisne)
Beaurieux település Franciaországban, Aisne megyében. Lakosainak száma 813 fő (2022. január 1.). Beaurieux Chaudardes, Craonnelle, Cuiry-lès-Chaudardes, Cuissy-et-Geny, Jumigny, Maizy, Oulches-la-Vallée-Foulon, Pontavert, Vassogne és Concevreux községekkel határos.

## Népesség
A település népességének változása:
| Lakosok száma | 566  | 652  | 654  | 782  | 803  | 815  | 844  | 856  | 851  | 813  |
|               | 1968 | 1982 | 1990 | 2006 | 2013 | 2015 | 2017 | 2019 | 2020 | 2022 |